# The Twenty-Four Carat Moon
The Twenty-Four Carat Moon  is een stripverhaal van Carl Barks, voor het eerst verschenen in 1958. De hoofdrollen zijn weggelegd voor Dagobert Duck, diens neef Donald Duck en Kwik, Kwek en Kwak.
Een Nederlandse vertaling van het verhaal verscheen in 1985 in de Donald Duck, onder de titel De 24 Karaats Maan.

## Verhaal
Het Duckstadse journaal meldt dat astronomen achter de maan nog een tweede, tot nu toe onbekende maan hebben ontdekt. Dit is niet zomaar een maan, maar een die puur uit 24-karaats goud bestaat.
Allerlei rijke inwoners van Duckstad proberen vervolgens als eerste op deze maan te komen, zodat zij zich de rechtmatige eigenaar kunnen noemen. Dagobert vertrekt samen met Donald en de neefjes in een van de langzaamste raketten, maar hij heeft het geluk dat de meeste andere raketten elkaar onderweg uitschakelen. De Zware Jongens schakelen onderweg de raket van de maharadja van Hoedoejoestan uit. Dagobert weet op zijn beurt de Zware Jongens te misleiden door een paar asteroïden met goudverf te bespuiten, waardoor de Zware Jongens denken dat ze de gouden maan niet meer nodig hebben. Zodoende weet  Oom Dagobert alsnog als eerste de gouden maan te bereiken.
Op de gouden maan komen ze de alien Kalikali tegen, die hier eeuwen geleden is gestrand en graag terug wil naar Venus. Kalikali is dus ook de enige rechtmatige eigenaar van de maan. Hij blijkt evenwel bereid tot een deal: hij zal de maan aan Dagobert afstaan in ruil voor enkel een handjevol modder en wat bunzingkool. Van de modder maakt Kalikali een geheel nieuwe planeet, die hij gebruikt als ruimteschip om terug te reizen naar Venus. 

## Achtergronden
- In het verhaal verschijnt een nieuwslezer in beeld die erg op Adolf Hitler lijkt.[4]